# Gary Sprake
Gareth "Gary" Sprake (født 3. april 1945, død 18. oktober 2016) var en walisisk fodboldspiller (målmand).
Sprake tilbragte hele sin karriere i England, hvor han spillede 11 sæsoner hos Leeds United. Han spillede næsten 400 ligakampe for klubben, og var med til at vinde både det engelske mesterskab, Liga Cuppen og to udgaver af UEFA's Messebyturnering. Han sluttede karrieren af med to år hos Birmingham City.
Sprake spillede 36 kampe for Wales' landshold.

## Titler
Engelsk mesterskab
- 1969 med Leeds United

Football League Cup
- 1968 med Leeds United

Inter-Cities Fairs Cup
- 1968 og 1971 med Leeds United